# Premio Amanda 1993
La XIX edizione del premio cinematografico norvegese premio Amanda (Amanda Awards in inglese) si tenne nel 1993.

## Vincitori
- Miglior film nordico - Telegrafisten
- Miglior attore - Hannu Kivioja per Tuhlaajapoika
- Miglior attrice - Marie Richardson per Telegrafisten
- Miglior fotografia - Snorri Þórisson per Svo á jörðu sem á himni
- Miglior documentario - Tanjuska ja 7 perkelettä
- Miglior film straniero - La moglie del soldato
- Premio onorario - Bille August